# Kirov járás

A Kirov járás Észak-Oszétiában

A Kirov járás (oroszul Кировский район, oszét nyelven Кировы район) Oroszország egyik járása Észak-Oszétia területén. Székhelye Elhotovo. Lakosainak száma 27 907 fő (2023).

## Népesség
- 1989-ben 20 120 lakosa volt, melyből 16 600 oszét (82,5%), 2 478 orosz (12,3%), 116 ukrán, 113 grúz, 47 kabard, 34 örmény, 19 ingus, 8 kumük.
- 2002-ben 26 571 lakosa volt, melyből 23 811 oszét (89,6%), 1 908 orosz (7,2%), 178 grúz, 96 örmény, 46 ukrán, 45 kabard, 7 ingus, 1 kumük.
- 2010-ben 27 807 lakosa volt, melyből 25 407 oszét, 1 894 orosz, 97 grúz, 67 örmény, 52 koreai, 37 kabard, 36 azeri, 25 ukrán, 24 avar, 11 tatár, 10 lezg stb.